# Özdöge
Özdöge (szlovákul Mojzesovo, korábban Izdeg) község Szlovákiában, a Nyitrai kerületben, az Érsekújvári járásban. Újmajor puszta tartozik hozzá.

## Fekvése
Nyitrától 22 km-re délkeletre, a Nyitra bal partján fekszik.

## Története
Területén már a kőkorszakban is éltek emberek, a vonaldíszes kultúra népe élt ezen a vidéken.
A falut 1273-ban "Izdegey" alakban említik először, de története a 8. századig nyúlik vissza, amikor szláv település állt ezen a helyen. 1273-ban a Pethő családé, majd a gímesi váruradalom része volt. 1302-ben Csák Máté szerezte meg, majd halála után a királyé. 1382-ben "Ezdege" néven bukkan fel az írott forrásokban. 1386-ban a Forgách család birtoka lett. A 16. században az Esdeghy, később a Károlyi és Rudnyánszky családok birtoka. 1498-ban 20 háza volt. 1828-ban 81 házában 576 lakos élt, akik mezőgazdasággal és dohánytermesztéssel foglalkoztak. Katolikus iskoláját 1757-ben alapították. 1876-ban a Nyitra völgyi településeket is árvíz sújtotta, e falu is károkat szenvedett. 1898-ban lakói hitelszövetkezetet alapítottak.
Vályi András szerint "ÖSZDEGE. Elegyes falu Nyitra Várm. földes Urai több Urak, lakosai katolikusok, határja középszerű."
Fényes Elek szerint "Özdöghe, tót falu, Nyitra vmegyében, Surányhoz észak-keletre egy mfdnyire: 460 kath., 24 zsidó lak. Kath. paroch. templommal. Határa sok buzát, rozsot, árpát terem, az itt termesztetni szokott dohány sokaktól becsültetik. – A barom- és juhtenyésztés virágzó állapotban van. F. u. Rudnyánszky, s más közbirtokosok. Ut. p. Érsekujvár. " 
A trianoni békeszerződésig Nyitra vármegye Érsekújvári járásához tartozott, ezután az új csehszlovák állam része lett. 1938 és 1945 között ismét Magyarország része volt. Szlovák nevét a Matica Slovenska első elnökéről Štefan Moyzes besztercebányai püspökről kapta.

## Népessége
| Év:            | 1994. | 2004.   | 2014.   | 2024.   |
| -------------- | ----- | ------- | ------- | ------- |
| Emberek száma: | 1399  | 1374    | 1312    | 1326    |
| Eltérés:       |       | -1,78 % | -4,51 % | +1,06 % |

| Év:            | 2023. | 2024.   |
| -------------- | ----- | ------- |
| Emberek száma: | 1322  | 1326    |
| Eltérés:       |       | +0,30 % |

1880-ban 726 lakosából 585 szlovák és 103 magyar anyanyelvű volt.
1890-ben 645 lakosából 549 szlovák és 70 magyar anyanyelvű volt.
1900-ban 796 lakosából 682 szlovák és 89 magyar anyanyelvű volt.
1910-ben 884 lakosából 799 szlovák, 61 magyar, 22 német és 2 egyéb anyanyelvű volt.
1919-ben 933 lakosából 859 csehszlovák és 74 magyar volt.
1921-ben 929 lakosából 925 csehszlovák és 4 magyar volt.
1930-ban 1164 lakosából 1161 csehszlovák és 2 magyar volt.
1941-ben 1361 lakosából 1311 szlovák és 43 magyar volt.
1991-ben 1422 lakosából 1412 szlovák és 4 magyar volt.
2001-ben 1380 lakosából 1371 szlovák és 4 magyar volt.
2011-ben 1338 lakosából 1292 szlovák, 1 magyar, 1 cseh és 44 ismeretlen nemzetiségű volt.
2021-ben 1346 lakosából 6 magyar, 1281 (+1) szlovák, (+1) cigány, 3 egyéb és 56 ismeretlen nemzetiségű volt.

## Neves személyek
- Itt született 1858. május 1-jén Rudnyánszky Gyula költő és színműíró, Rudnyánszky Károly 1848-as honvéd főhadnagy fia.
- Itt született 1921-ben Mária Vyvíjalová írónő
- Itt tanított Major István (1887-1963) tanár, kommunista politikus, diplomata, magyarországi csehszlovák nagykövet.

## Nevezetességei

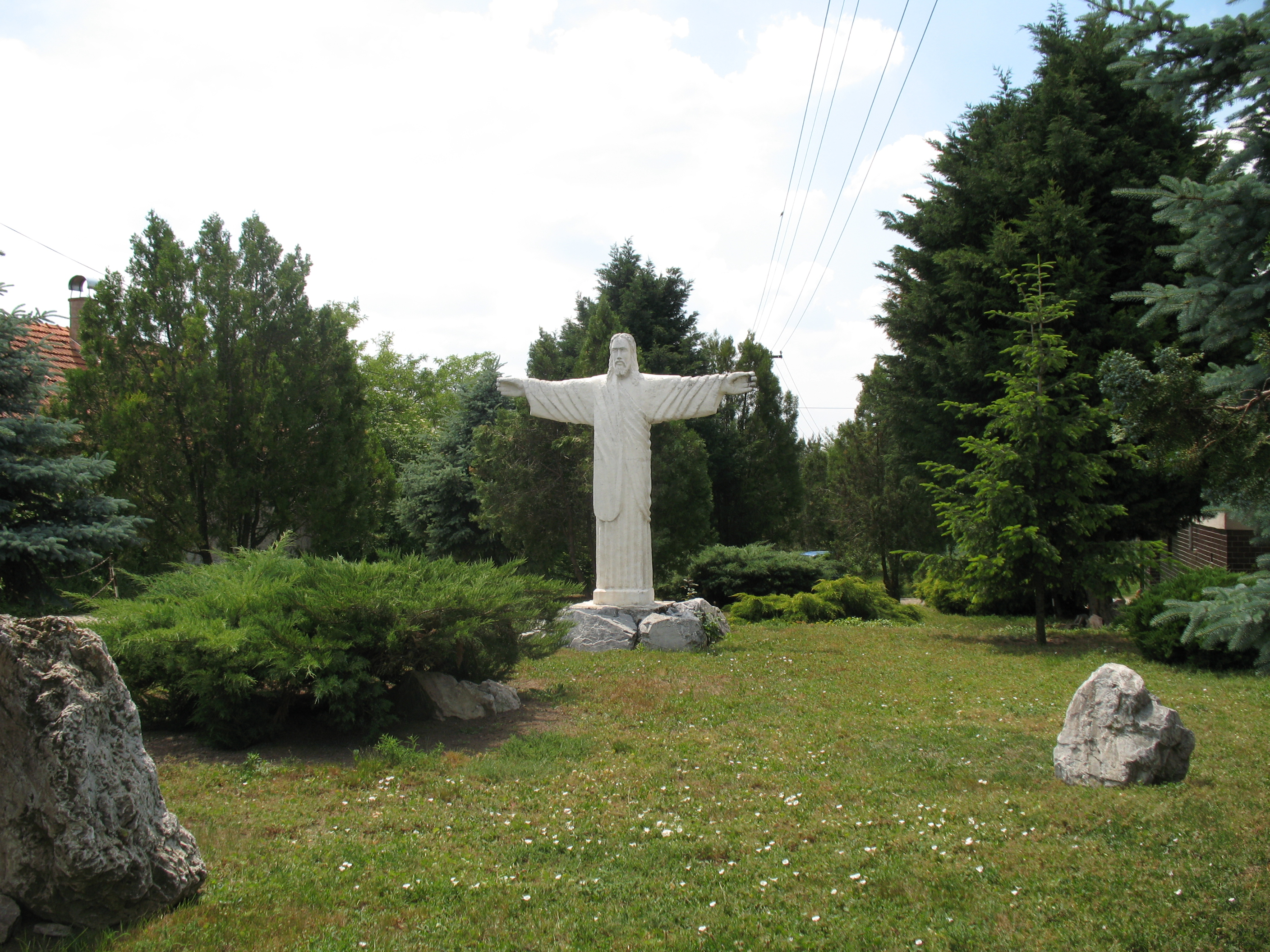
Krisztus szobor a plébánia udvarán
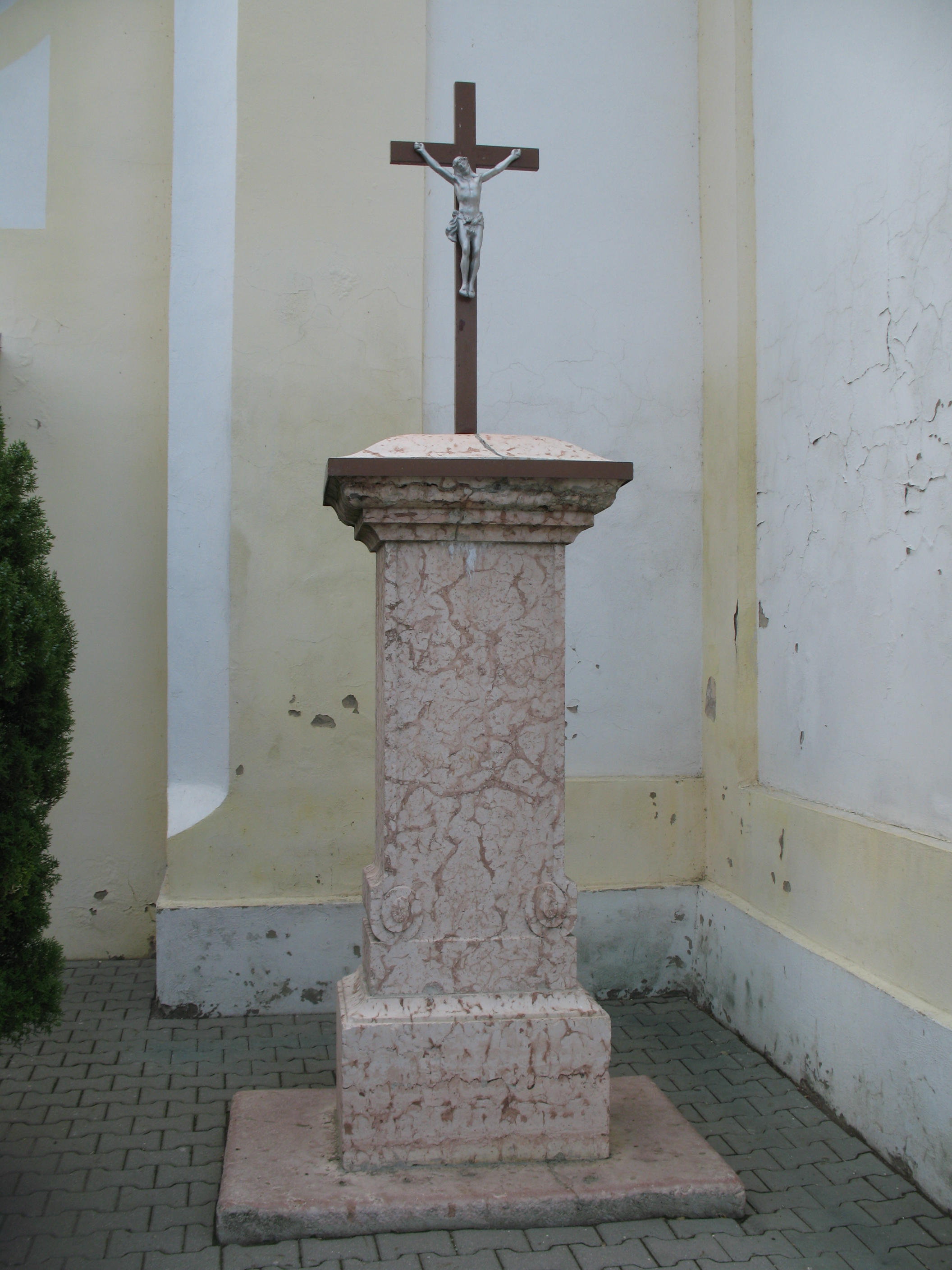
A templom melletti kereszt, amelynek talapzata 1825-ből származik
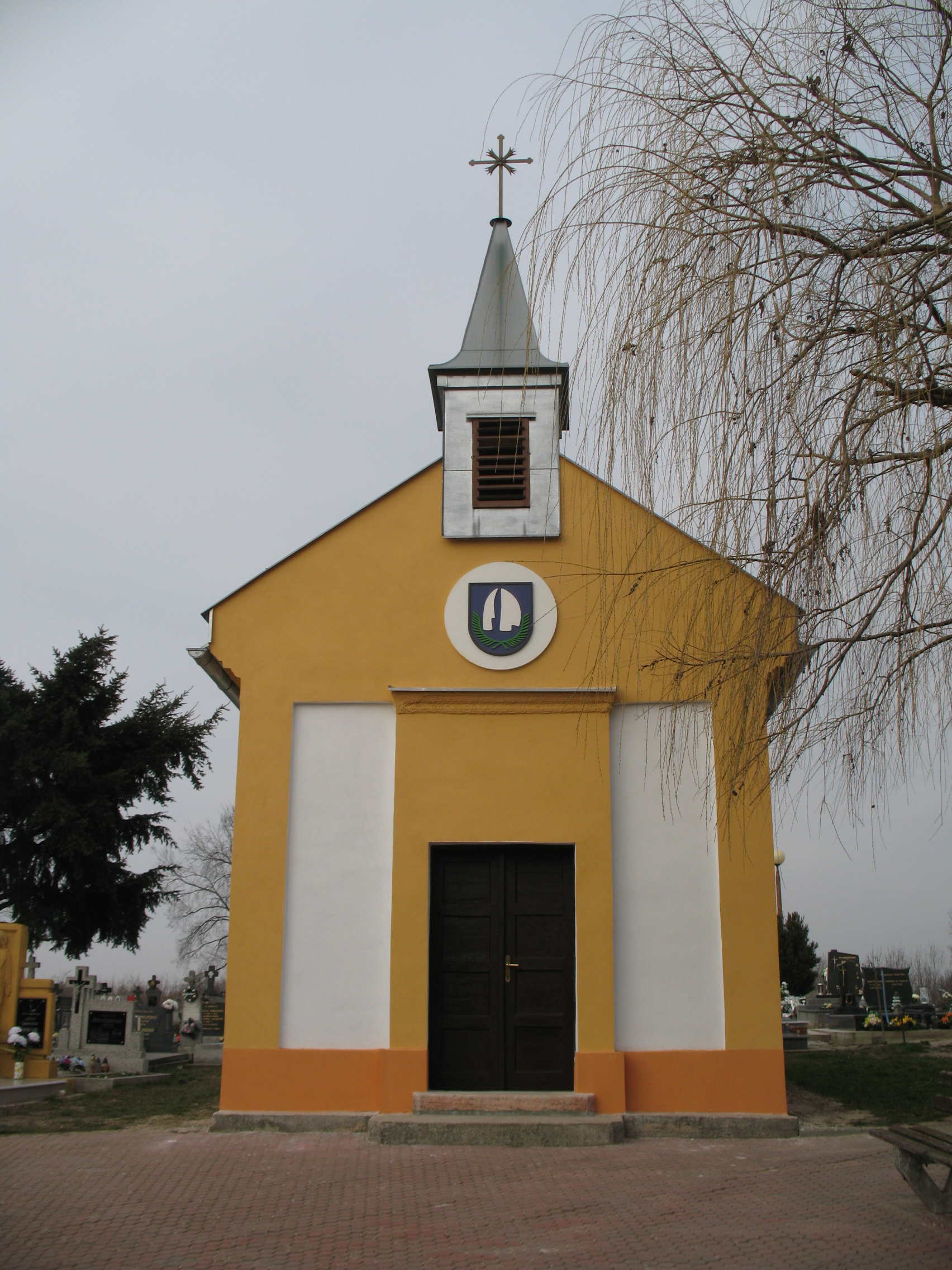
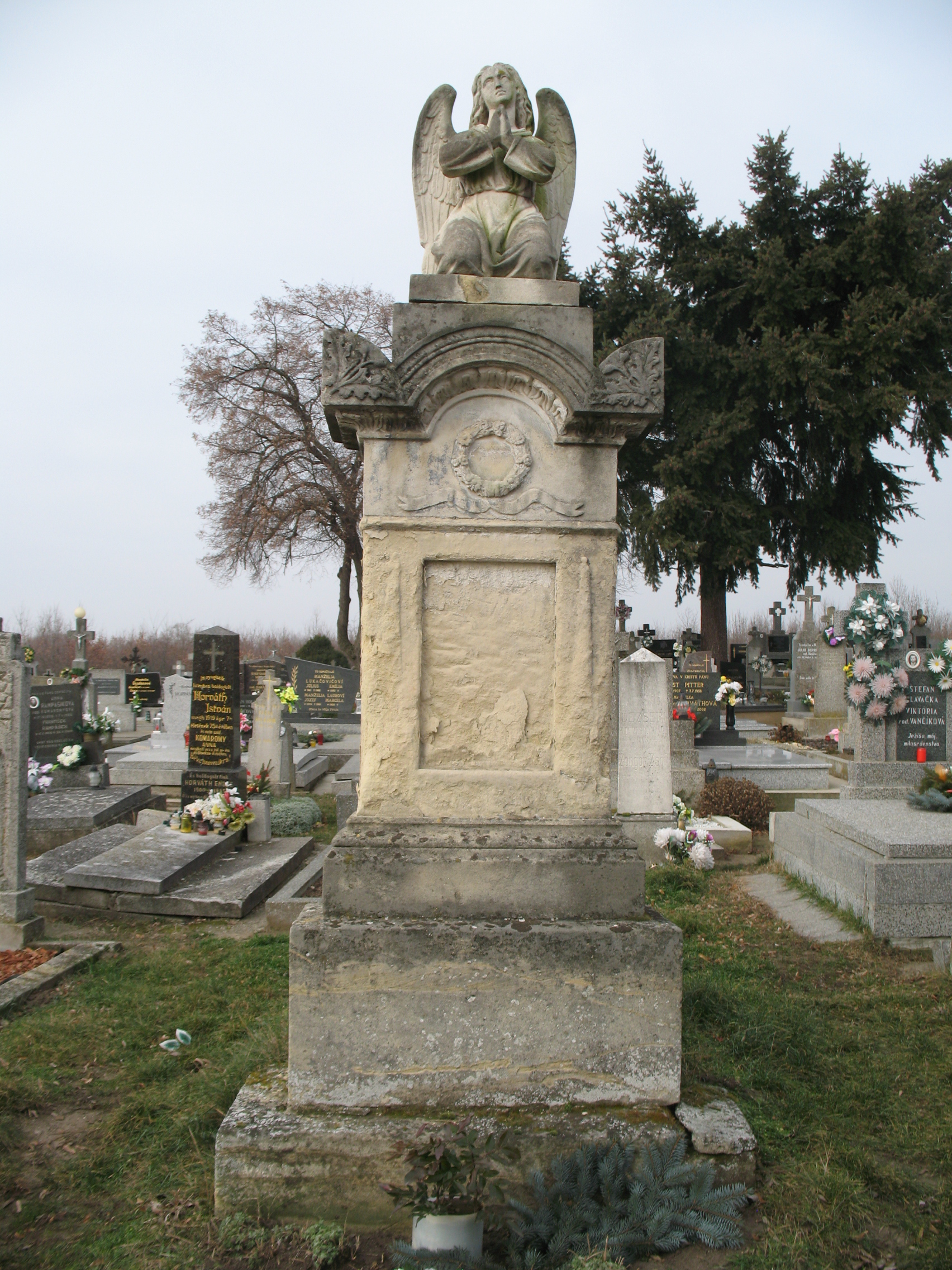
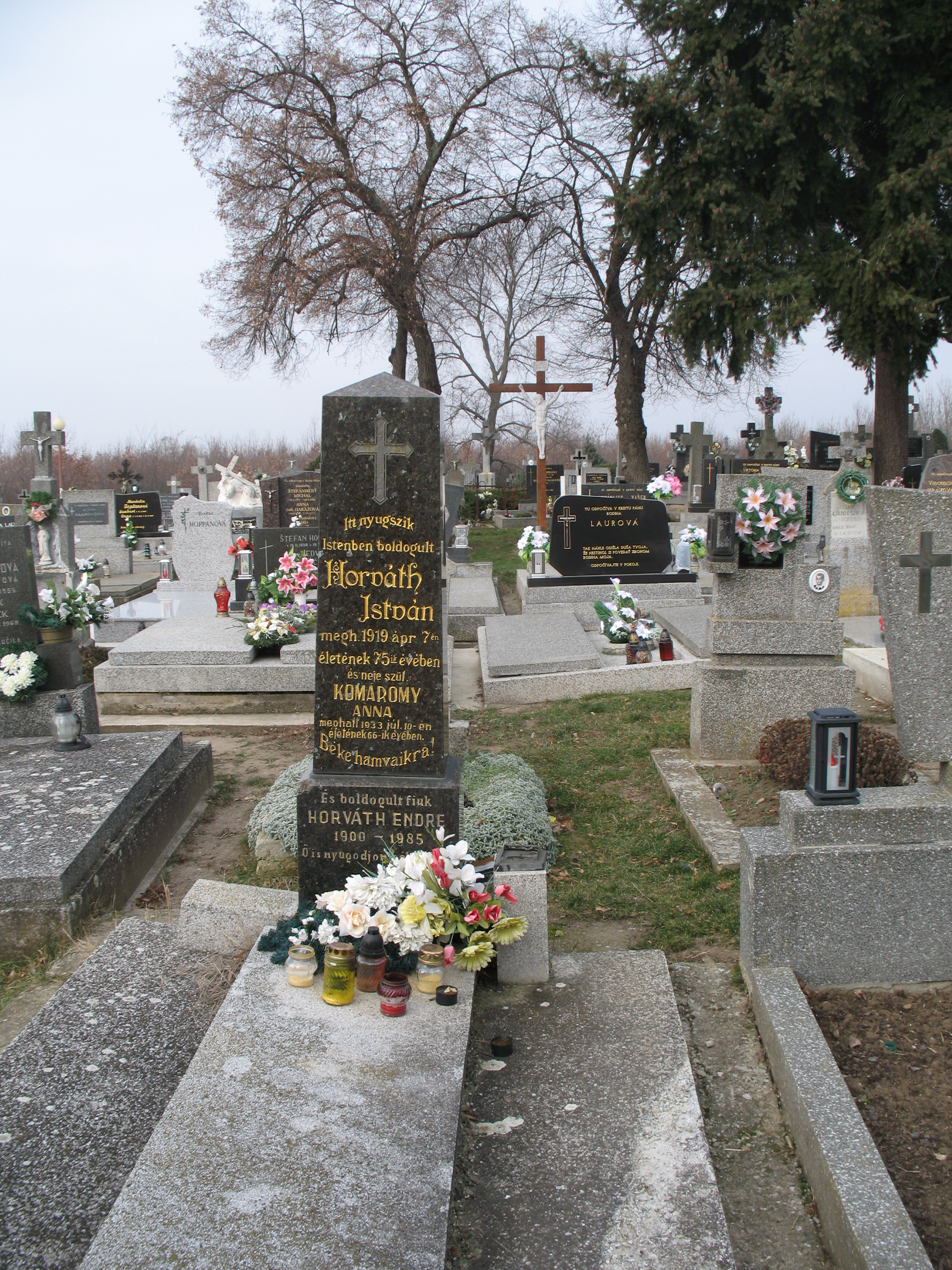
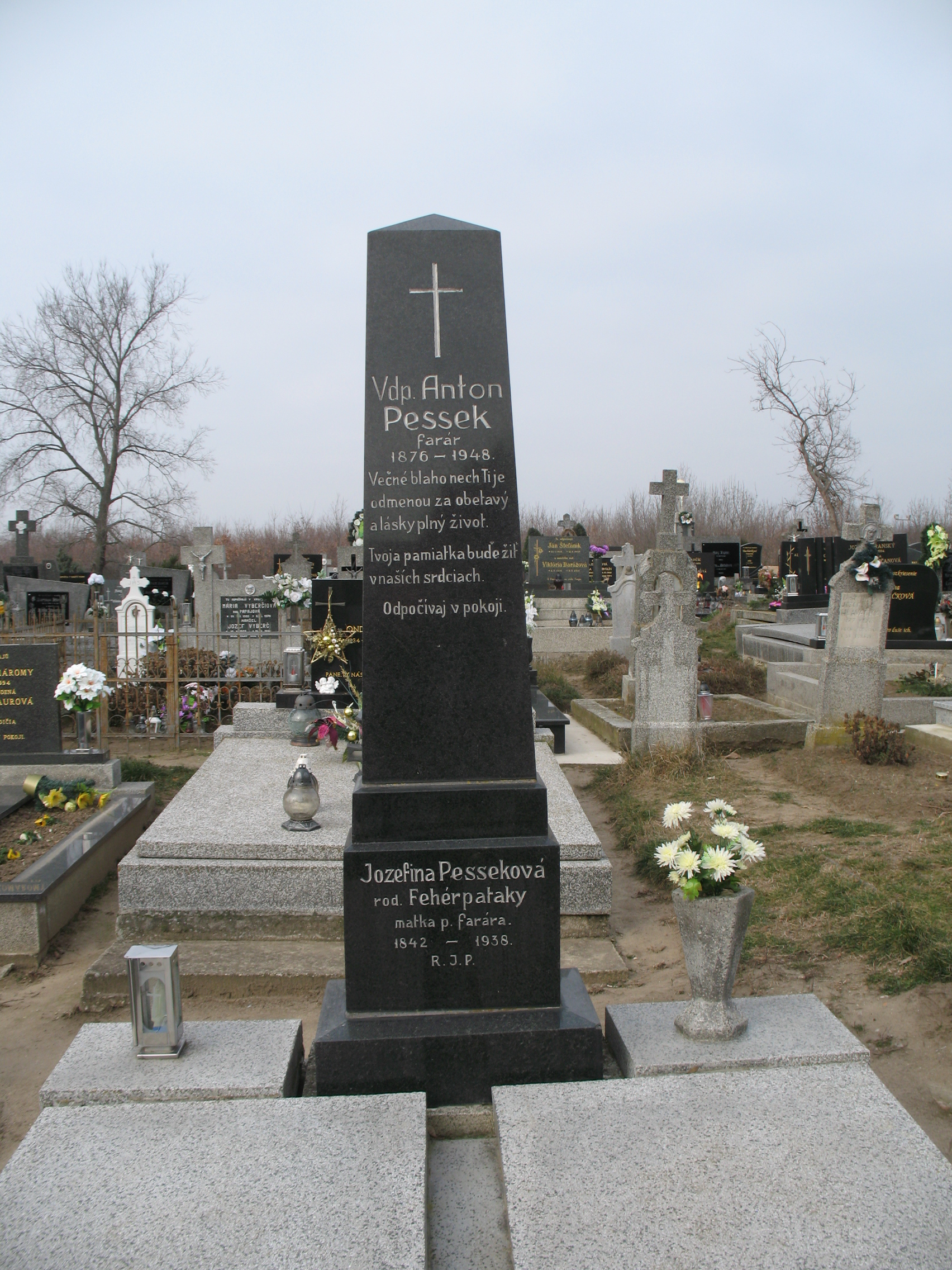
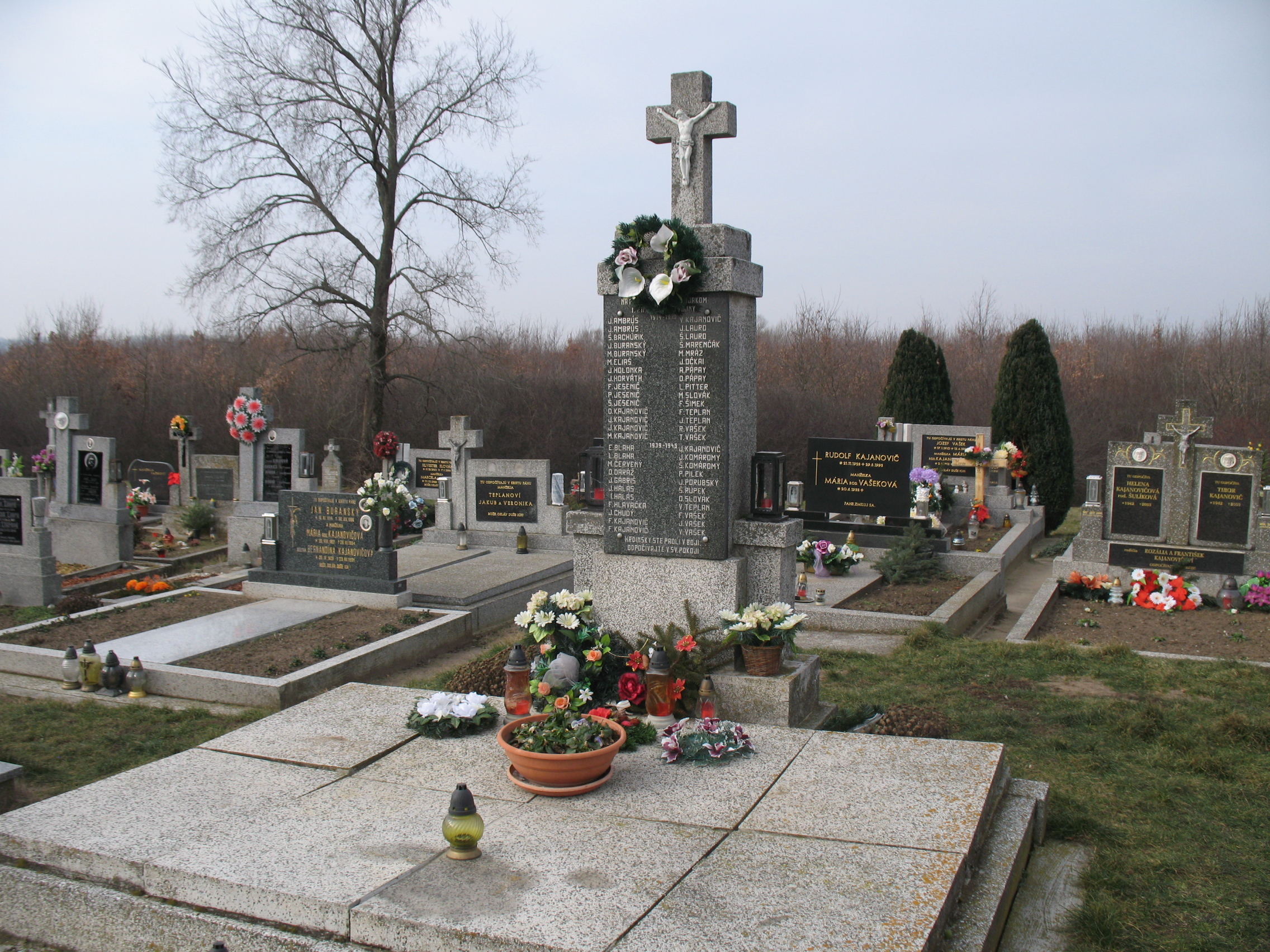

- Szent András apostol tiszteletére szentelt római katolikus temploma 1720-ban épült barokk stílusban. A 20. században bővítették.

## Külső hivatkozások
- Községinfó
- Özdöge Szlovákia térképén
- Travelatlas.sk
- E-obce.sk Archiválva 2008. május 30-i dátummal a Wayback Machine-ben